# Venere in visone
(Elizabeth Taylor e Laurence Harvey)
Venere in visone (BUtterfield 8)   è un film melodramma del 1960 diretto da Daniel Mann, tratto dall'omonimo romanzo del 1935 di John O'Hara.

## Trama
Gloria Wandrous, modella a New York, conduce una vita amorale e diventa ben presto una prostituta di lusso, continuamente alla ricerca di quella rispettabilità che è convinta di poter ottenere con la ricchezza. Nel corso dei suoi incontri con l'avvocato Weston Liggett, del quale è innamorata, si rende conto che lui non lascerà mai la moglie Emily. Quest'ultima, esasperata dai continui tradimenti del marito, esige che lui lasci Gloria. Gloria, in preda allo sconforto per la decisione di Weston di troncare il legame, cerca di opporsi, ignorando i consigli della madre e del suo amico Steve Carpenter.
Dopo un incontro con Weston, Gloria si impradronisce di una pelliccia di visone a titolo di risarcimento, visto che Weston le ha lasciato dei soldi trattandola come una volgare prostituta. Weston, furioso per la scomparsa della pelliccia, accusa Gloria di essere una profittatrice e la offende pubblicamente. Sconvolta dal fatto, Gloria decide di abbandonare la città e cominciare una nuova vita a Boston. Weston la rintraccia e le chiede di stare con lui per sempre. Gloria ha un momento di debolezza: acconsente a tornare con l'amante, ma poi all'improvviso, a bordo della sua macchina, inizia una fuga disperata che la porta alla morte. Weston torna dalla moglie e dice di volersi allontanare per un po'. In cuor suo, sa che la donna resterà lì ad aspettarlo.

## Il ricordo della Taylor
In un'intervista, Elizabeth Taylor confessò che aver girato questo film era stato uno degli episodi più brutti e infelici della sua carriera. Aveva accettato il ruolo solo per onorare i termini contrattuali con MGM, che prevedevano ancora un film con la sua partecipazione in qualità di protagonista. L'attrice aveva già accettato il ruolo di Cleopatra con la 20th Century Fox, ma un'interruzione del contratto avrebbe comportato una penale. La Taylor pose come condizioni la presenza di Eddie Fisher, suo quarto marito, del suo truccatore personale e della sua costumista preferita.
Nell'intervista raccontava anche dell'indisponibilità della troupe, dell'impaziente e pressante regista, che dirigeva con mano pesante senza dare spazio agli attori, dei continui ritardi delle riprese e altro ancora. Ma la Taylor stessa con il suo atteggiamento rendeva il lavoro difficile. In alcune interviste durante la lavorazione, Elizabeth definì il film di cattivo gusto e dichiarò che il suo personaggio era stupido e immorale. Durante le riprese Elizabeth fece amicizia con Laurence Harvey, con il quale lavorò ancora nel 1973.
Il film le fece ottenere il suo primo Oscar per la migliore attrice protagonista, alla quarta candidatura consecutiva, ma per molti critici la Taylor aveva ottenuto l'Oscar solo per compassione. Elizabeth dopo le riprese si ammalò gravemente di polmonite.

## Riconoscimenti
- 1961 - Premio Oscar
  - Miglior attrice protagonista a Elizabeth Taylor
  - Nomination Migliore fotografia a Joseph Ruttenberg e Charles Harten
- 1961 - Golden Globe
  - Nomination Miglior attrice in un film drammatico a Elizabeth Taylor